# علم أوغندا
علم أوغندا أعتمد العلم في 9 أكتوبر 1962، وهو مكون من 6 شرائط متساوية وموضوعة بشكل أفقي ملونة كما يلي من الأعلى للأسفل: أسود - أصفر - أحمر - أسود - أصفر - أحمر، في الوسط دائرة بيضاء تحوي رسم لطائر الكركي ذو التاج الرمادي (رمز الدولة)، اشتقت ألوان العلم الحالي من العلم الحزبي للمؤتمر الشعبي الأوغندي ذو الميول اليسارية.

## الرمزية
ترمز الألوان إلى:
- الأسود: يرمز إلى سكان إفريقيا السمر.

- الأصفر: يرمز إلى شمس أفريقيا وللصحراء ولخط الاستواء.

- الأحمر: يرمز إلى الأخوة الأفريقية والدماء وإلى المبادئ الاشتراكية للبلد.

- طائر الكركي معروف بطبيعته المسالمة وقد استخدم كشعار الجنود الأوغنديين أثناء فترة الاستعمار البريطاني لبلادهم.[1][2][3]

## التاريخ

علم المؤتمر الشعبي الأوغندي حتى عام 1966، والذي تستند عليه ألوان العلم الوطني لأوغندا.

عندما حكم الحزب الديمقراطي البلاد، اقترح تصميم علم. يتكون من خطوط عمودية موضوعة كما يلي: أخضر، أصفر، أزرق، أصفر، أخضر. وفي الوسط كانت هناك صورة صفراء لطائر الكركي. ولكن بعد أن خسر الحزب الانتخابات الوطنية في 25 أبريل 1962، رفض المؤتمر الشعبي الأوغندي اليساري المنتخب حديثًا التصميم السابق واقترح بدلاً من ذلك التصميم الحالي. أعطت الإدارة الاستعمارية البريطانية موافقتها على ذلك قبل استقلال البلاد.

## أعلام تاريخية

علم شركة شرق أفريقيا البريطانية الإمبراطورية (1888 - 1894)
العلم الاستعماري لمحمية أوغندا البريطانية (1894 - 1914)
العلم الاستعماري لمحمية أوغندا البريطانية (1914 - مارس 1962)
علم حاكم أوغندا البريطاني (1914 - مارس 1962)
علم غير رسمي (مارس - 9 أكتوبر 1962)

## أعلام أخرى

العلم الرئاسي الأوغندي
علم قوات الدفاع الشعبية الأوغندية
علم القوات البرية الأوغندية
علم القوات الجوية الأوغندية